# Archidiocèse de Cali
L'archidiocèse de Cali (en latin : archidioecesis Caliensis ; en espagnol : arquidiócesis de Cali) est un archidiocèse métropolitain de l'Église catholique en Colombie.

## Territoire

Il comprend les municipalités de Cali, Dagua, Jamundí, La Cumbre et Yumbo du département de Valle del Cauca ce qui correspond à un territoire d'une superficie de 2 504 km2 divisé en 182 paroisses.
Le siège archiépiscopal est dans la ville de Cali où se trouve la cathédrale Saint-Pierre-Apôtre ainsi que l'église de la Merced qui garde la statue de Notre-Dame des Remèdes, patronne de l'archidiocèse.

## Historique
Le diocèse est érigé le 7 juillet 1910 par un décret de la congrégation pour les évêques en prenant une partie du territoire de l'archidiocèse de Popayán, dont Cali devient suffragant.
Au cours du XXe siècle, il cède plusieurs fois des parties de son territoire pour l'érection de nouvelles circonscriptions ecclésiastiques : le 1er 1927 pour la préfecture apostolique de Tumaco (aujourd'hui diocèse de Tumaco), le 14 novembre 1952 pour le vicariat apostolique de Buenaventura (aujourd'hui diocèse de Buenaventura), le 17 décembre 1952 pour le diocèse de Palmiraet le 16 mars 1962 pour le diocèse de Cartago.
Il est élevé au rang d'archidiocèse métropolitain le 20 juin 1964 par la constitution apostolique Quamquam Christi du pape Paul VI avec les diocèses de Palmira et Cartago comme suffragants.
Le 29 juin 1966, il cède quelques municipalités au diocèse de Palmira et une autre portion de son territoire pour l'érection du diocèse de Buga qui est nommé suffragant de Cali. Le 30 novembre 1996, le vicariat apostolique de Buenaventura est élevé au rang de diocèse et rejoint la province ecclésiastique de Cali.

## Évêques et archevêques
évêques
- Heladio Posidio Perlaza Ramírez (11 août 1911 - 28 septembre 1926)
- Luis Adriano Díaz Melo (13 avril 1927 - 13 novembre 1947)
- Julio Caicedo Téllez, S.D.B (23 février 1948 - 24 septembre 1958)
- Francisco Gallego Pérez (18 décembre 1958 - 21 mai 1960)
- Alberto Uribe Urdaneta (13 juillet 1960 - 20 juin 1964)

archevêques
- Alberto Uribe Urdaneta (20 juin 1964 - 7 février 1985)
- Pedro Rubiano Sáenz (7 février 1985 - 27 décembre 1994), nommé archevêque de Bogota
- Isaías Duarte Cancino (19 août 1995 - 16 mars 2002)
- Juan Francisco Sarasti Jaramillo, C.I.M (17 août 2002 - 18 mai 2011)
- Darío de Jesús Monsalve Mejía (18 mai 2011 - 8 décembre 2022)
- Luis Fernando Rodríguez Velásquez, depuis le 8 décembre 2022